# SQL*Plus

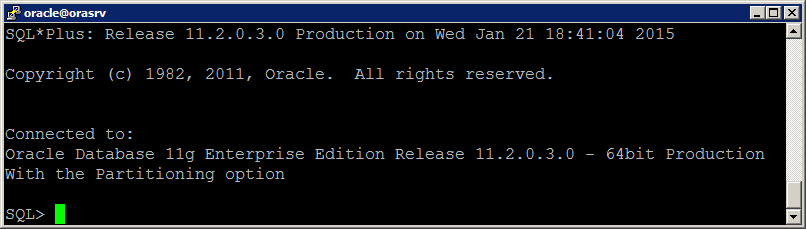
O SQL*Plus em execução

SQL*Plus é um programa de computador do tipo "linha de comando", utilizado para executar comandos SQL e PL/SQL na base de dados Oracle, de maneira interativa. A documentação completa para o SQL*Plus encontra-se no sítio web da Oracle.
SQL*Plus é uma ferramenta simples com uma interface de linha de comando. Programadores e DBAs normalmente utilizam-no como a interface fundamental padrão disponível em quase toda instalação do software Oracle.

## Tipos de comandos
SQL*Plus compreende três categorias de texto:
1. Declarações SQL
2. Blocos PL/SQL
3. Comandos internos SQL*Plus, por exemplo:
  1. comandos de controle de ambiente como o SET
  2. comandos de monitoramento de ambiente como o SHOW

Scripts podem incluir todos estes componentes.
Um programador Oracle no ambiente de software propriamente configurado pode executar SQL*Plus, por exemplo, digitando:
```
sqlplus scott/tiger
```

onde o usuário Oracle scott tem uma senha tiger. SQL*Plus então apresenta um prompt com o forma padrão de:
```
SQL>
```

O uso interativo pode então começar entrando com uma declaração SQL (terminada por um ponto-e-vírgula), um bloco PL/SQL ou outro comando. Por exemplo:
```
SQL> select 'Alô mundo' from dual;

EXEMPLO
--------------------------------
Alô mundo
```